# Chusé Aragüés
Chusé María Gimeno Aragüés (Azuara, Campo de Belchite, 1955), más conocido como Chusé Aragüés, es un editor, lexicógrafo y traductor español que trabaja en torno al reconocimiento y promoción de la diversidad lingüística aragonesa. Además, es fundador de la librería y distribuidora Ícaro y miembro de El Silbo Vulnerado.

## Trayectoria
Es un miembro histórico de la asociación cultural Ligallo de Fablans de l'Aragonés y presidente de l'Asociación d'Estudios y Treballos d'a Luenga Aragonesa (AESTRELA). Además, fue miembro de l'Academia de l'Aragonés, asociación que abandonó por discrepancias.

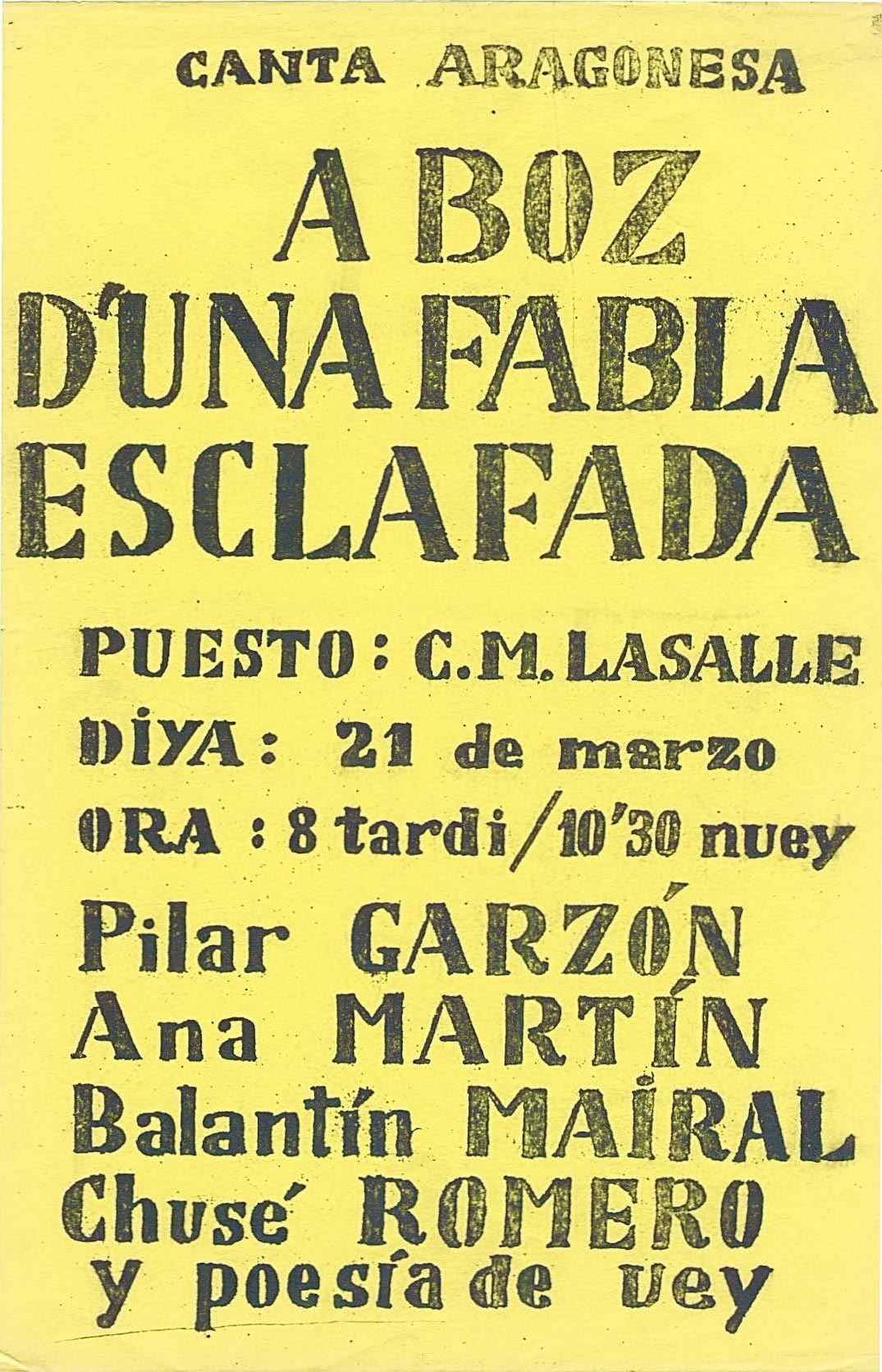
Cartel de «Canta en Aragonés. A boz d’una fabla esclafada»

«En 1973 se vincula a los círculos de la fabla; y un año más tarde se une al núcleo inicial de El Silbo Vulnerado, el músico Francisco J. Gil y el actor Luis Felipe (quien esto escribe), introduciendo la recitación en las otras lenguas. Traerá al repertorio poemas en vasco, catalán y gallego: Xabier Lete, Celso Emilio Ferreiro, Salvador Espriu, Gabriel Aresti, Manuel María, Salvat-Papasseit... y en el aragonés que renace: de Francho Nagore y Ánchel Conte.
En 1975 llegamos a organizar en el CMU La Salle un encuentro en el que de principio a fin solo se habló en aragonés: Canta en Aragonés. A boz d’una fabla esclafada, contando con Balantín Mairal, Ana Martín, Chusé Romero, Renaxer y Pilar Garzón. Era la primera vez que el aragonés se oía en un escenario zaragozano, al que acudieron más de 450 personas».
Su trayectoria profesional está ligada al mundo editorial aragonés, tanto como responsable editorial de Prames, entre 1995 y 2016, como por haber sido el creador del sello Gara d’Edizions en 1992.
Al frente de la editorial Prames, ésta se convirtió en la segunda editorial comercial y privada de Aragón y en una de las tres primeras a nivel nacional de las dedicadas a temas de naturaleza y montaña. Publica guías deportivas para el público montañero, libros de patrimonio cultural, guías turísticas, libros discos, cartografía, etcétera. Miembro fundador y editor de la revista literaria La duda y hasta su jubilación director de la revista La Magia de viajar por Aragón.
Desde el principio de los años 1990, Prames publicó toda la cartografía pirenaica con la toponimia en forma bilingüe, generando una corriente similar en la producción cartográfica de otras editoriales, así como guías de montaña en las que las vueltas de los recorridos eran en aragonés y, también, guías turísticas en esta última lengua.
Chusé Aragüés, expresa así su amor a las lenguas: Quiero al castellano. Estic enamorat del català. Amo profundamén l’aragonés.

## Traductor

### Al aragonés
- Camín de Sirga, de Roberto Morote (adaptación en novela gráfica de la obra Camí de sirga de Jesús Moncada. Gara d'Edizions, 2021.
- As aventuras de Tintín. Aterrizache en a Luna, de Hergé (Georges Remi). Zephyrum Ediciones, 2020.
- As aventuras de Tintín. Obchetivo a Luna, de Hergé (Georges Remi). Zephyrum Ediciones, 2020.
- As aventuras de Tintín. As choyas d'a Castafiore, de Hergé (Georges Remi). Zephyrum Ediciones, 2019.
- O Prenzipet, de Antoine de Saint-Exupéry. Gara d'Edizions, 2019, 2016, 2011, 2006, 1993, 1992.
- Camín de Sirga, de Jesús Moncada. Gara d'Edizions, 2004.
- O crimen d'as tres fes – El crimen de las tres efes, de Ramón J. Sender. Gara d'Edizions, 2001.
- Réquiem por un labrador español, de Ramón J. Sender. Gara d'Edizions, 1995.
- Chil, o torrero de Ham, de J. R. R. Tolkien. Gara d'Edizions, 1992.

### Al castellano
- Licantropía, de Carles Terès. Gara d’Edizions, 2015.
- Quimeras estivales y otras prosas volanderas, de Jesús Moncada. Gara d’Edizions, 2010.
- Malos tiempos, de Chusé Inazio Nabarro. Las Tres Sorores-Prames, 2009.

### Al catalán
- Jesús Moncada. El universo visual. Lápiz, tinta y óleo / L'univers visual. Llapis, tinta i oli, de Jesús Moncada. Las Tres Sorores-Prames. 2012.

### Adaptador al castellano
- Aniko del clan Nogo / Musgo blanco de Anna Nerkagui. Gara d'Edizions, 2019.

### Traductor y locutor
- Esportes tradizionals aragoneses
- Coordinador de las Jornadas y editor de las actas: Autas d’as primers chornadas sobre traduzión. O papel d'a traduzión en o desembolique d'as luengas: o caso de l'aragonés. Varios autors. Lo Grau. Gara d’Edizions, 1998.

## Obra propia[6]

### Publicaciones
- Dizionario aragonés-castellán, castellano-aragonés. Xera, S.A.L.–Ligallo de Fablans de l’aragones, 1ª edición, 1989 y 2ª edición 1993.
- L’aragonés güei. Método estructural de autoaprendizaje del aragonés. Zaragoza, 1991. Ciclostilado.
- Material didáctico para un curso de aragonés en la Facultad de Medicina, “Bocabulario de terminos medicos”. Zaragoza, 1975. Ciclostilado.

### Prensa
- Fue reseñador de literatura de ciencia ficción y literatura en aragonés en el suplemento literario Rayuela. El Periódico de Aragón.
- Fue coordinador y escritor del espacio Temas Altoaragoneses en Diario del AltoAragón.
- Diversos artículos en la revista La Magia de Huesca, La Magia de Aragón y La Magia de viajar por Aragón.

### Libros colectivos
Colaboraciones: Aragón puertas abiertas; El Pirineo Aragonés, montañas vividas; Campo de Belchite de Rutas Cai y Campo de Belchite de Red Natural; GR-11, senda pirenaica; GR-11, tramo aragonés; Pequeños recorridos (PR), Goya; Pequeños recorridos (PR) por Biescas; Por los valles de Ansó, Echo y Aragüés; GR-18, senderos de La Ribagorza; Valle de Benasque, PR; Pequeños recorridos de La Puebla de Castro; Autas 1ª Chornadas de traduzión de Lo Grau; El tren de Val de Zafán; Omenache a Rafel Andolz; Miscel·lania Artur Quintana i Font, etc.

## Distinciones
- 1990: 'Accésit Arnal Cavero' del Gobierno de Aragón al Dizionario aragonés-castellán, castellano-aragonés.
- 1994: 'Accésit Arnal Cavero' del Gobierno de Aragón a la traducción O prenzipet.
- 2009: 'Medalla Amigo de la Ciudad 3 de Febrero', «como reconocimiento a su labor editora» en la ciudad argentina de Caseros, provincia de Buenos Aires.
- 2017: 'Premi Franja 2017' por su trabajo por la «promoción y difusión de la literatura aragonesa en catalán, dentro y fuera de Aragón», otorgado por Iniciativa Cultural de la Franja, entidad impulsada por el Institut d’Estudis del Baix Cinca y la Asociació Cultural del Matarranya.[7]
- 2020: 'Premio a la Trayectoria Profesional en el sector del libro en Aragón' por «una trayectoria sólida, esforzada y brillante en los ámbitos de la edición, la distribución, la traducción y la promoción cultural».[8]